# Барберс-Пойнт
Барберс-Пойнт (англ. Barbers Point) — авиабаза США на острове Оаху (Гавайские острова), закрытая в 1999 году.
Находится на территории округа Гонолулу.

## История
После начала в сентябре 1939 года второй мировой войны правительство США начало увеличение численности вооружённых сил, в феврале 1940 года началось увеличение и усиление группировки войск на Гавайях.
После японского нападения на Перл-Харбор и вступления США в войну в декабре 1941 года военные расходы были увеличены, на базе ранее существовавшего аэродрома была создана авиабаза.
В дальнейшем, Барберс-Пойнт стала одним из мест базирования 19-й истребительной авиаэскадрильи ВВС США.
После окончания второй мировой войны осенью 1945 года было проведено сокращение численности вооружённых сил до уровня мирного времени, но в это же время на Гавайях началось создание береговой охраны (в дальнейшем - 14th Coast Guard District), на вооружение подразделений которой передавали признанные избыточными технику, вооружение и иное имущество вооружённых сил США.
Барберс-Пойнт стал одним из мест базирования береговой охраны на Гавайях.
Во время "холодной войны" авиабаза могла использоваться как место базирования самолётов-носителей атомного оружия (в ходе испытаний атомного оружия США по программе "проект «Доминик»" в 1962 году отсюда взлетели два бомбардировщика Б-52 с атомными бомбами).
Специалисты этой авиабазы участвовали в проверках боеготовности самолётов авианосцев ВМФ США перед их включением в состав оперативного флота.
Во время войны во Вьетнаме имел место значительный рост наркомании и алкоголизма среди задействованных в боевых действиях в Индокитае военнослужащих США. После объявления о "вьетнамизации" войны во Вьетнаме началось постепенное сокращение численности войск США во Вьетнаме и возвращение подразделений на места постоянной дислокации (в том числе, на Гавайи). В результате, в 1975-1976 гг. на военной базе Барберс-Пойнт был открыт центр принудительного лечения от алкоголизма военнослужащих ВМФ США.
После начала в 1971 году военно-морских учений "RIMPAC" база Барберс-Пойнт использовалась как место временного размещения авиатехники США и стран-союзников США, участвовавшей в этих учениях.
По состоянию на начало 1980х годов на авиабазе имелись цеха по ремонту авиадвигателей (обеспечивавшие возможность ремонта до 345 шт. авиадвигателей в год), бортового радиоэлектронного и спасательного оборудования. Также на авиабазе базировалась эскадрилья транспортных самолётов для доставки на другие военные базы и в передовые пункты базирования войск США агрегатов и запасных частей для самолётов и вертолётов.
После окончания "холодной войны" началось реформирование структуры вооружённых сил США, в 1999 году база была закрыта. В 1999 году здесь был открыт военный музей "Naval Air Museum Barbers Point", но на рубеже 2019-2020 гг. началась эпидемия коронавируса COVID-19 (в январе 2020 года распространившаяся на США). В условиях противоэпидемических мероприятий музей стал убыточным и в июне 2020 года он был закрыт.